# اچ‌ام‌اس ترافالگار (دی۷۷)
اچ‌ام‌اس ترافالگار (دی۷۷) (به انگلیسی: HMS Trafalgar (D77)) یک کشتی بود که طول آن ۳۷۹ فوت (۱۱۶ متر) بود. این کشتی در سال ۱۹۴۴ ساخته شد.